# アカキ・タブツァゼ
アカキ・タブツァゼ（グルジア語: აკაკი ტაბუცაძე、Akaki Tabutsadze、1997年8月19日 - ）は、ラグビー・ヨーロッパ・スーパーカップ、ブラックライオンに所属するラグビーユニオン選手。

## プロフィール
- ジョージア・トビリシ出身[1]。
- ポジションはウィング(WTB)。
- 身長 184cm、体重 91kg
- U20ジョージア代表に選ばれたことがある[2]。
- ジョージア代表キャップは42（2024年7月現在）でラグビーワールドカップ2023のジョージア代表に選ばれた[3]。

## 略歴
レロ・サラセンズを経て、2020年、ブラックライオンに加入。 